# エディンバラ会計士協会
エディンバラ会計士協会（エディンバラかいけいしきょうかい）は、1853年にエディンバラ（スコットランド）で設立した世界で最古の会計士協会である。国王の勅許を得るため、翌年に申請書を提出し、1854年10月23日に国王より勅許を受け、ここに公認会計士（勅許会計士）が誕生した。その後、1880年にはイングランド及びウェールズ勅許会計士協会（ICAEW）が国王より勅許を受けた。それに続いてアイルランド勅許会計士協会（アイルランドの南北分裂後も一団体として継続）が同じように勅許を受ける。以来、英国勅許会計士というと、この三つの勅許会計士協会が発行する資格（CA)を指す。数ある英国の会計関連資格の中でもスコットランドの勅許会計士の資格は一番難しく最高峰として位置づけられている。ただし監査などの法的権限は他の公認会計士の資格となんら変わりは無い。